# KBP Instrument Design Bureau
 (avril 2022).
La mise en forme du texte ne suit pas les recommandations de Wikipédia : il faut le « wikifier ».
Les points d'amélioration suivants sont les cas les plus fréquents. Le détail des points à revoir est peut-être précisé sur la page de discussion.
- Les titres sont pré-formatés par le logiciel. Ils ne sont ni en capitales, ni en gras.
- Le texte ne doit pas être écrit en capitales (les noms de famille non plus), ni en gras, ni en italique, ni en « petit »…
- Le gras n'est utilisé que pour surligner le titre de l'article dans l'introduction, une seule fois.
- L'italique est rarement utilisé : mots en langue étrangère, titres d'œuvres, noms de bateaux, etc.
- Les citations ne sont pas en italique mais en corps de texte normal. Elles sont entourées par des guillemets français : « et ».
- Les listes à puces sont à éviter, des paragraphes rédigés étant largement préférés. Les tableaux sont à réserver à la présentation de données structurées (résultats, etc.).
- Les appels de note de bas de page (petits chiffres en exposant, introduits par l'outil «  Source ») sont à placer entre la fin de phrase et le point final[comme ça].
- Les liens internes (vers d'autres articles de Wikipédia) sont à choisir avec parcimonie. Créez des liens vers des articles approfondissant le sujet. Les termes génériques sans rapport avec le sujet sont à éviter, ainsi que les répétitions de liens vers un même terme.
- Les liens externes sont à placer uniquement dans une section « Liens externes », à la fin de l'article. Ces liens sont à choisir avec parcimonie suivant les règles définies. Si un lien sert de source à l'article, son insertion dans le texte est à faire par les notes de bas de page.
- La présentation des références doit suivre les conventions bibliographiques. Il est recommandé d'utiliser les modèles {{Ouvrage}}, {{Chapitre}}, {{Article}}, {{Lien web}} et/ou {{Bibliographie}}. Le mode d'édition visuel peut mettre en forme automatiquement les références.
- Insérer une infobox (cadre d'informations à droite) n'est pas obligatoire pour parachever la mise en page.

Pour une aide détaillée, merci de consulter Aide:Wikification.
Si vous pensez que ces points ont été résolus, vous pouvez retirer ce bandeau et améliorer la mise en forme d'un autre article.
La Joint Stock Company (JSC) Конструкторское бюро приборостроения  Konstruktorskoe Buro Priborostroeniya (KBP)  - "Bureau d'études d'Ingénierie Instrumentale" - est une des principales entreprises du complexe militaro-industriel de la Russie. Elle a son siège dans la ville de Toula. 
Elle est principalement chargée de la conception de systèmes d'armes de haute précision pour les Forces armées de la fédération de Russie, la Marine russe et les Forces aérospatiales russes ainsi que des produits civils. Son actionnaire principal est Vysokotochnye Kompleksy (High Precision Systems) ; cette société fait partie de la société d’État Rostec,.
L’entreprise conçoit des armes air-sol, sol-air et sol-sol. En outre, KBP développe des autocanons et des lance-grenades modernes. Elle fabrique également des lance-grenades automatiques, portatifs et sous-munitions, des fusils de sniper, des mitrailleuses, des pistolets et des revolvers pour différentes forces de police.

## Histoire
Le bureau est fondé en 1927 au sein de la manufacture d'armes de Toula.

## Produits

### Canons
- AK-630
- ZU-23-2
- GSh-6-30
- Chipounov 2A42
- 2A28 Grom

### Armes légères
- 9A-91
- APS (fusil d'assaut sous-marin)
- VKS
- VSK-94
- OSV-96
- PP-90
- PP-90M1
- PP-2000
- P-96
- GSh-18
- U-94 UDAR

### Lance grenades
- AGS-30
- GM-94
- Lance-roquettes polyvalent Bur
- RPO-A Shmel

### Missiles antichars
- 9K115-2 Metis-M
- 9M113 Konkurs
- 9M133 Kornet
- 9K121 Vikhr

### Systèmes anti-aériens
- 2K22 Toungouska
- Pantsir S-1
- 9M311